# NGC 3904
NGC 3904 est une vaste galaxie elliptique située dans la constellation de l'Hydre. NGC 3904 a été découverte par l'astronome germano-britannique William Herschel en 1791.

## Caractéristiques
NGC 3904 présente une large raie HI.

### Distance
Sa vitesse par rapport au fond diffus cosmologique est de 1 915 ± 25 km/s, ce qui correspond à une distance de Hubble de 28,3 ± 2,0 Mpc (∼92,3 millions d'al).
À ce jour, 16 mesures non basées sur le décalage vers le rouge (redshift) donnent une distance de 25,612 ± 5,193 Mpc (∼83,5 millions d'al), ce qui est à l'intérieur des valeurs de la distance de Hubble.

## Supernova
La supernova 1971C été découverte dans NGC 3904 le 31 janvier 1971 par un certain Jolly (?). Le type de cette supernova n'a pas été déterminé.

## Groupe de NGC 3923
Selon un article publié par A.M. Garcia en 1993, NGC 3904 fait partie du groupe de NGC 3923. Ce groupe de galaxies contient au moins cinq galaxies. Les autres galaxies du groupe sont NGC 3923, ESO 440-6, ESO 440-27 et ESO 504-30.

### Paire de galaxies
Selon Vaucouleurs et Corwin, NGC 3904 et NGC 3923 forment une paire de galaxies.